# La Chapelle-aux-Bois
La Chapelle-aux-Bois är en kommun i departementet Vosges i regionen Grand Est (tidigare regionen Lorraine) i nordöstra Frankrike. Kommunen ligger i kantonen Xertigny som tillhör arrondissementet Épinal. År 2022 hade La Chapelle-aux-Bois 672 invånare.

## Befolkningsutveckling
Antalet invånare i kommunen La Chapelle-aux-Bois
| Referens: INSEE |